# سان لازار (مترو باريس)
سان لازار (بالفرنسية: Saint-Lazare)‏ هي محطة مترو تابعة لمترو باريس تقع في فرنسا في الدائرة الثامنة في باريس.[بحاجة لمصدر]